# Massimo Cavaliere
Massimo Cavaliere (ur. 21 listopada 1962 w Neapolu) – włoski szablista, brązowy medalista olimpijski.
Podczas igrzysk olimpijskich w Seulu w 1988 roku reprezentacja Włoch w składzie: Giovanni Scalzo, Marco Marin, Gianfranco Dalla Barba, Ferdinando Meglio i Massimo Cavaliere zdobyła brązowy medal w zawodach drużynowych. Był to jego jedyny start olimpijski.
Nigdy nie zdobył medalu mistrzostw świata.
Jego syn, Dario Cavaliere także został szermierzem.